# 秋谷豊
秋谷 豊（あきや ゆたか、1922年11月2日 - 2008年11月18日）は、日本の詩人。詩誌「地球｣の創刊者。埼玉文化功労賞受賞者。

## 人物
埼玉県生まれ。日大三商-日本大学予科中退。堀辰雄や立原道造に影響され詩作を開始する。元日本現代詩人会会長。詩集「砂漠のミイラ」（日本詩人クラブ賞）、「時代の明け方」（丸山薫賞）など。登山家で山や旅の著作も多い。日本現代詩人会議会長、埼玉詩人会会長、世界詩人会議日本大会会長。浦和区元町の自宅は秋谷豊資料室となっている。

## 経歴
- 1950年 - ネオ・ロマンチシズムを唱え詩誌『地球』（第三次）を創刊。社会性を備えた叙情詩を発表した。
- 1984年 - 埼玉文化功労賞を受賞。
- 1988年 - 文部大臣賞を受賞。
- 2008年 - 死去。

## 著書
- 登攀 詩集 国土社 1962
- 上高地 実業之日本社 1968 (ブルーガイドカラー新書)
- ホステル仲間 青春の詩の旅 朝日新聞社 1968
- 文学の旅 吉川書房 1970
- さらば美しい村よ わが青春の詩人たち 浪曼 1973
- ヒマラヤの狐 詩集 鷹書房 1973
- 岩と雪の歌 二見書房 1974 (山岳名著シリーズ)
- 旅の自叙伝 スキージャーナル 1976
- 抒情詩の彼方 詩を愛する若い人々へ 荒地出版社 1976
- 文学山歩 私の歩んだ山と高原 実業之日本社 1979.6
- 埼玉の文学 その作品と風土（編）さきたま出版会 1979.8
- 残照の武蔵野 桐原書店 1981.10
- ランプの遠近 詩集 さきたま出版会 1981.5
- 秋谷豊詩集 一色真理編 土曜美術社 1982.4 (日本現代詩文庫)
- ぼくのアジア探検誌 花神社 1989.11
- わが山と旅 恒文社 1992.4
- 詩で歩く武蔵野（編著）さきたま出版会 1998.10 (さきたま双書)
- 現代詩史の地平線 その時代に出会った人々 さきたま出版会 2005.10